# 児玉工業団地
児玉工業団地（こだまこうぎょうだんち）は、埼玉県本庄市、児玉郡上里町と児玉郡神川町にまたがる地域にある工業団地である。

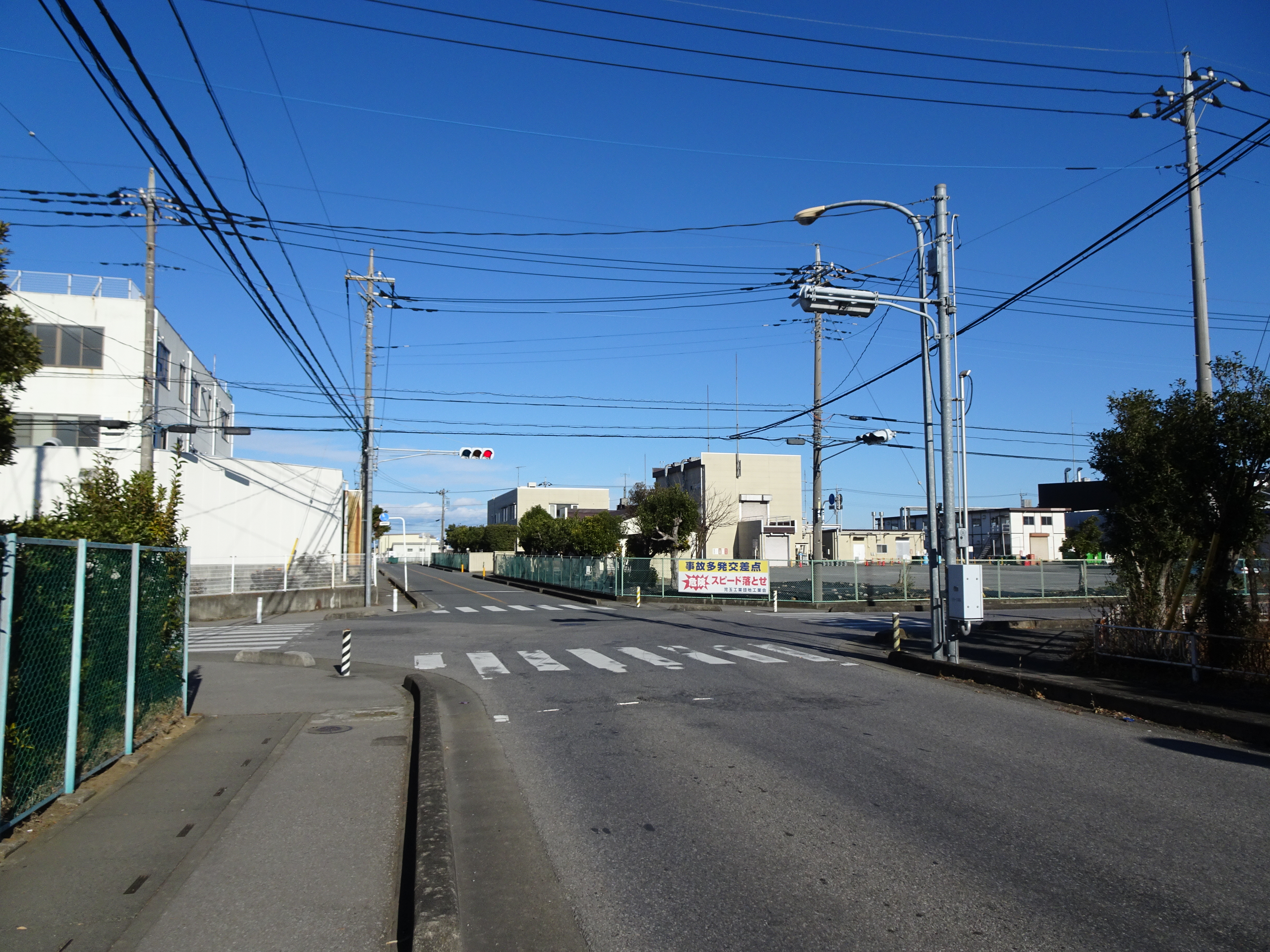
団地内の様子（上里町嘉美付近）

## 主な企業
- マレリ
- 埼玉日本電気（通称「NEC埼玉」）
- エステー
- 信越ポリマー
- 共立製本
- 大鵬薬品工業
- 東洋エクステリア
- 十条ケミカル

## 歴史
現在児玉工業団地がある一帯はその広さから「八丁八反」と呼ばれ、戦時中には陸軍の児玉飛行場が立地していた。

北西～南東方向に滑走路があった。その建設工事は突貫で行われ、地元の住民が半強制的に動員された歴史がある。

## アクセス
- 鉄道 - JR東日本 高崎線 本庄駅・神保原駅、八高線 丹荘駅、上越・北陸新幹線 本庄早稲田駅
- 道路 - 関越自動車道 本庄児玉IC